# Ardrishaig
Ardrishaig (en Gaélique écossais Àird Driseig), est un village côtier du Loch Gilp en Écosse.
Il se trouve au sud de Lochgilphead, la plus grande ville la plus proche étant Oban.
Au recensement de 2001, il comptait 1 283 habitants.

## Histoire
Àird Driseig ou Rubha Àird Driseig, selon les versions gaéliques écossaises du nom, signifient « hauteur de la petite ronce » ou « promontoire de la petite ronce ».
La première jetée du port d'Ardrishaig a été construite en 1873.
Dans les années 1970, le village a été considérablement modifié lorsqu'une rangée de vieilles maisons et de magasins au bord du lac de la rue principale a été démolie pour faire place à un parking. La plupart des échanges commerciaux ont désormais lieu dans la ville voisine de Lochgilphead.

## Personnalités
- James Chalmers (1841-1901), missionnaire, y est né.
- John Smith (1938-1994), homme politique, y est né.